# Kawanishi N1K-J
Kawanishi N1K-J «Shiden» (яп. 紫電, «Фіолетова блискавка») — серійний винищувач Імперського флоту Японії періоду Другої світової війни. Кодова назва союзників — «Джордж» (англ. George).
Друга масова модифікація літака N1K2-J стала одним з найкращих винищувачів свого часу, перевершуючи за своїми параметрами американські літаки F4U Corsair, F6F Hellcat, P-51. Союзникам пощастило, що цей літак з'явився дуже пізно і в невеликій кількості.

## Історія створення
У грудні 1941 року, під час робіт по літаку Kawanishi N1K, спеціалісти фірми Kawanishi запропонували на його базі розробити винищувач сухопутного базування. Розрахункові характеристики літака мали бути високими, але флот зробив ставку на Mitsubishi J2M. Однак фірма не відмовилась від цієї ідеї і восени 1942 року приступила до розробки літака, який отримав заводське позначення X-1.
Спочатку планувалось, що зміни в конструкції будуть мінімальними — доведеться замінити тільки поплавки на колісне шасі. Але незабаром з'ясувалось, що потрібна заміна силової установки. У новому літаку був використаний новий двигун Nakajima Homare потужністю на зльоті 2000 к.с. із чотирилопасним гвинтом діаметром 3,3 м. Такий великий гвинт при схемі середньоплана вимагав встановлення довгих стійок шасі. Бойові закрилки тепер випускалися автоматично, а не пілотом, як на N1K. Озброєння складалося з двох 20-мм гармат «Тип 99 Модель 2» та двох 7,7-мм синхронних кулеметів «Тип 97».
Роботи з розробки літака просувались досить швидко і 27 грудня 1942 року прототип X-1 здійснив перший політ. Випробування виявили проблеми з шасі та двигуном, який теж іще перебував на стадії тестування. Також пілоти скаржились на поганий огляд при рулюванні, який був зумовлений високим шасі. Але в польоті літак добре керувався та практично не поступався A6M2. До липня 1943 року були готові 4 прототипи, один з яких був переданий флоту для випробувань. Флот спочатку поставився до літака з упередженням, знаючи, що ця розробка є власною ініціативою фірми. Тим більше, характеристики літака виявились нижче заявлених — швидкість літака становила 574 км/год замість 640. Тому спочатку флот відхилив проект.
Але ситуація на фронті вимагала прийняття на озброєння літака, здатного протистояти американським літакам Grumman F6F Hellcat та Chance Vought F4U Corsair. Невдача з літаком Mitsubishi J2M, а також відсутність перспектив завершення Kawanishi J3K та Kawanishi J6K змусило флот змінити своє рішення. В результаті було вирішено завершити розробку X-1, який отримав позначення N1K1-J «Сіден» («Фіолетова блискавка»).
Протягом 1943 року було виготовлено 5 передсерійних літаків. На них був встановлений двигун Nakajima HК9H Homare-21 потужністю 1900 к.с. Було збільшено нижний повітрозабірник, додано індивідуальні трубки вихлопу, а також додано зовнішній масляний радіатор, який розміщувався з лівого боку. Озброєння теж було посилене і складалося з чотирьох 20-мм гармат «Тип 99 Модель 2» (двох в консолях крила і двох в гондолах під крилами) та двох 7,7-мм синхронних кулеметів. Незважаючи на певні проблеми з двигуном та шасі, літак був прийнятий на озброєння під назвою «Морський винищувач-перехоплювач „Сіден“ Модель 11» (або N1K1-J «Сіден» Модель 11).
Доки тривали роботи над новою версією літака, на базі N1K1-J було розроблено декілька модифікацій. Варіант N1K1-Ja Модель 11 мав лише чотири 20-мм гармати «Тип 99 Модель 2». Варіант N1K1-Jb Модель 11b, крім 4 гармат, мав тримач для 20-кг бомби і змінене хвостове оперення. Також була випущена спеціальна версія винищувача-бомбардувальника N1K1-Jc Модель 11c з 4 тримачами для бомб. Також був розроблений дослідний перехоплювач N1K1-Jc KAI із твердопаливним ракетним прискорювачем.
У 1943 році розпочалась розробка нового варіанта літака. Керівництво Kawanishi загалом розглядало N1K1-J, як проміжний варіант для флоту, а повністю новим літаком мала стати нова модель. Щоб вкоротити стійки шасі, які часто ламались, крило літака було опущене вниз. В результаті літак із середньоплана перетворився у низькоплан. Було змінене оперення, фюзеляж став довший на півметра. Фактично, був створений новий літак, який мав із попередником лише спільне крило та озброєння. Новий літак оснащувався тим самим двигуном Nakajima HК9H Homare-21, в прототипах використовувався новий капот двигуна, але з міркувань стандартизації на серійних моделях використовували старий від N1K1-J. Він отримав позначення «Морський винищувач-перехоплювач „Сіден“ Модель 21» (або N1K2-J «Сіден» Модель 21).
Перший політ N1K2-J відбувся 31 грудня 1943, тестові польоти пройшли успішно і в квітні 1944 його було запропоновано флоту. Але ще до початку флотських випробувань, командування дало дозвіл на серійне виробництво. До червня 1944 було виготовлено ще сім прототипів, і почався серійний випуск. Літаки цієї моделі випускались на фабриках Kawanishi в Наруо, Хімеджі, на 7-й фюзеляжній фабриці Mitsubishi, на флотських арсеналах в Хіро, Коза і Омура. Також виробництво літаків почали на фабриках Aichi і Showa в Ейтоку і Шіноной. Проте через простійні бомбардування були проблеми з постачанням двигунів і запчастин, тому реально функціонували тільки фабрики в Наруо і Хімеджі.
На базі серійного літака був розроблений варіант винищувача-бомбардувальника N1K2-Ja Модель 21a, здатний нести 4 (пізніше 6) 50—60-кг бомб.
Для навчання пілотів планувалося розробити спеціальну двомісну навчальну версію з подвійним керуванням N1K2-K, але реально таким чином встигли переробити декілька серійних літаків.
N1K3-J Модель 31 — дослідний варіант, в якому для усунення основного недоліку N1K2-J (зміщеного назад центру ваги) двигун був зміщений вперед, що дозволило розмістити над ним два 13,2-мм кулемети. Було виготовлено два літаки цієї модифікації, але в серію вона не пішла. Також не пішов у серію палубний варіант N1K3-A «Сіден» KAI2 Модель 41.
N1K4-J KAI 3 Модель 41 — варіант із двигуном Nakajima Homare-23 потужністю 2000 к.с. з безпосереднім впорскуванням палива. Було збудовано 2 екземпляри цієї модифікації, а також палубний варіант N1K4-A «Сіден» KAI4 Модель 42, але випробувати їх не встигли.
N1K5-J Модель 25 — варіант висотного перехоплювача з двигуном Mitsubishi MK10A потужністю 2000 к.с., озброєний чотирма 20-мм гарматами та двома 13,2-мм кулеметами. Єдиний прототип, який був у стадії виготовлення, був зруйнований під час нальоту американської авіації.
N1K6-J — проєкт висотного перехоплювача з двигуном Nakajima Homare-44 з триступеневим турбонагнітачем, який залишився на папері.
Також під кінець війни деякі ранні N1K-J планувалося переробити в пікіруючі бомбардувальники для боротьби з американським флотом. Для цього на них встановлювалось одне кріплення на 250-кг бомбу під фюзеляжем, а також кріплення для шести некерованих ракет під крилами. Але даних про цю модифікацію дуже мало.
Всього було збудовано 1435 літаків N1K-J усіх модифікацій.

## Тактико-технічні характеристики

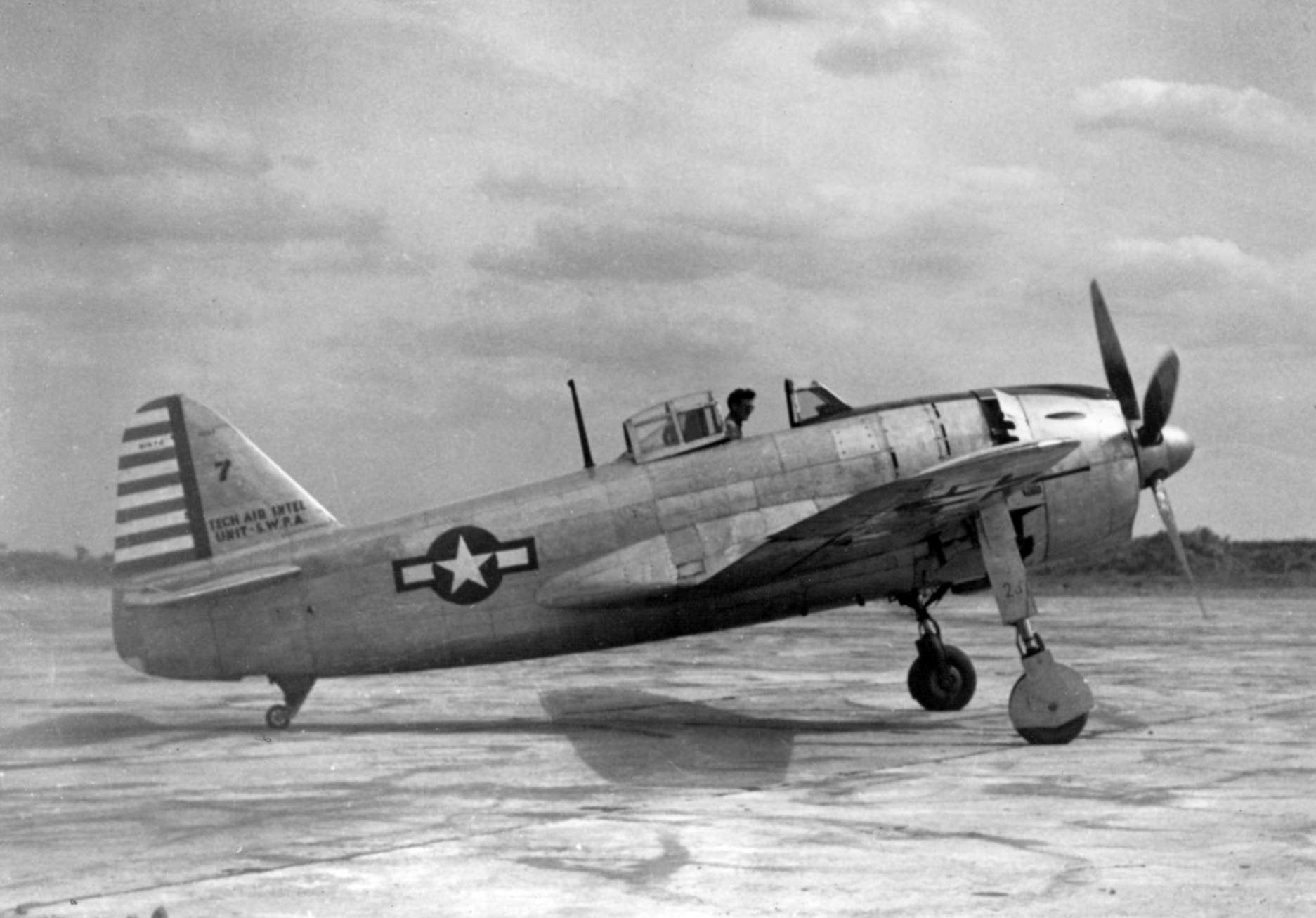
Захоплений американцями N1K1-J

### Технічні характеристики
|                               | N1K1-J                        | N1K2-J                        |
| ----------------------------- | ----------------------------- | ----------------------------- |
| Екіпаж                        | 1 особа                       | 1 особа                       |
| Довжина                       | 8,89 м                        | 9,35 м                        |
| Висота                        | 4,06 м                        | 3,96 м                        |
| Розмах крил                   | 12 м                          | 12 м                          |
| Площа крил                    | 23,5 м²                       | 23,5 м²                       |
| Маса пустого                  | 2 897 кг                      | 2 657 кг                      |
| Маса спорядженого             | 3 900 кг                      | 4 000 кг                      |
| Максимальна маса              | 4 321 кг                      | 4 860 кг                      |
| Навантаження на крило         | 166 кг/м²                     | 170,2 кг/м²                   |
| Двигун                        | Nakajima HК9H Homare-21       | Nakajima HК9H Homare-21       |
| Потужність                    | 1 820 к. с.                   | 1 820 к. с.                   |
| Питома потужність             | 2 кг/к.с.                     | 2 кг/к.с.                     |
| Максимальна швидкість         | 583 км/год (на висоті 5900 м) | 595 км/год (на висоті 5600 м) |
| Крейсерська швидкість         | 370 км/год                    | 370 км/год                    |
| Операційна дальність          | 1 430 км                      | 1 715 км                      |
| Максимальна дальність польоту | 2 545 км                      | 2 395 км                      |
| Практична стеля               | 12 500 м                      | 10 760 м                      |
| Час набору висоти             | 6000 м за 7 хв. 50 с.         | 6000 м за 7 хв. 22 с.         |

### Озброєння
- N1K1-J (прототипи):
  - 2 × 20-мм гармати «Тип 99 Модель 2»
  - 2 × 7,7-мм кулемети «Тип 97»
- N1K1-J:
  - 4 × 20-мм гармати «Тип 99 Модель 2»
  - 2 × 7,7-мм кулемети «Тип 97»
- N1K1-Ja, -Jb, -Jc, N1K2-J, -Ja, N1K2-K:
  - 4 × 20-мм гармати «Тип 99 Модель 1»
- N1K3-J, -A, N1K4-J, -A, N1K5-J:
  - 4 × 20-мм гармати «Тип 99 Модель 2»
  - 2 × 13,2-мм кулемети «Тип 3»
- Бомбове навантаження:
  - 2 × 60 кг бомб (N1K1-J, N1K1-Ja)
  - 2 × 250 кг бомб (N1K1-Jb, N1K2-J, N1K3, N1K4, N1K5)
  - 4 × 250 кг бомб (N1K1-Jc, N1K2-Ja)

## Варіанти

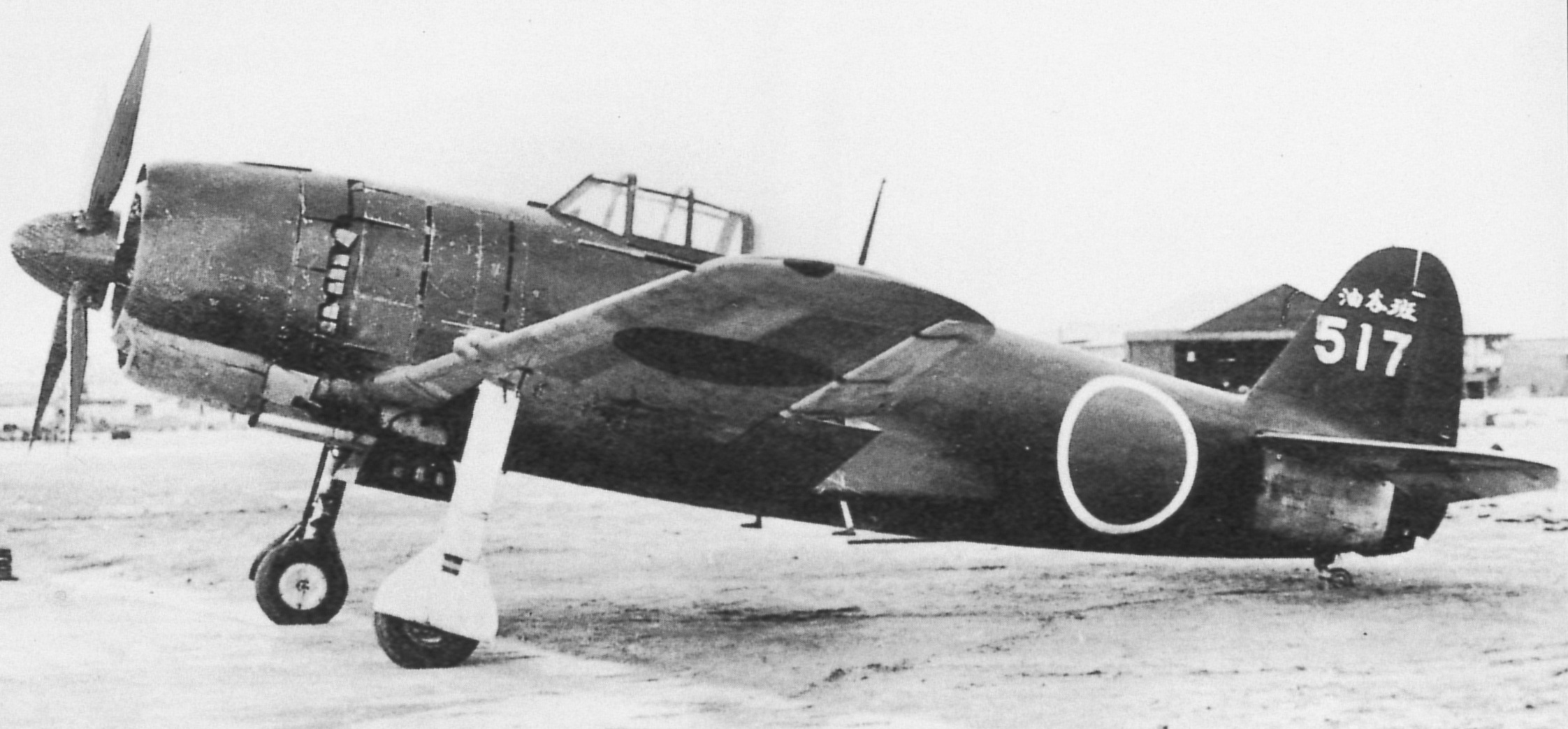
Модифікація N1K4-J

- N1K1-J Модель 11 — перший серійний варіант
  - N1K1-Ja Модель 11a — модифікація з 4 гарматами
  - N1K1-Jb Модель 11b — модифікація з 4 гарматами та тримачем 250-кг бомби
  - N1K1-Jc Модель 11c — модифікація з 4 тримачами для бомб
  - N1K1-Jc KAI — модифікація з твердопаливним ракетним прискорювачем
- N1K2-J — другий серійний варіант
  - N1K2-Ja — варіант винищувача-бомбардувальника
  - N1K2-K — конверсія в навчальний двомісний літак
- N1K3 Модель 31 — варіант зі зміщеним двигуном та 2 додатковими 13,2-мм кулеметами
  - N1K3-A «Сіден» KAI2 Модель 41 — палубний варіант N1K3
- N1K4-J KAI 3 Модель 41 — варіант з двигуном Nakajima Homare-23 (2000 к.с.)
  - N1K4-A «Сіден» KAI4 Модель 42 — палубний варіант N1K4-J
- N1K5-J Модель 25 — висотний перехоплювач із двигуном Mitsubishi MK10A (2000 к.с.)
- N1K6-J — проєкт висотного перехоплювача із двигуном Nakajima Homare-44.

## Історія використання

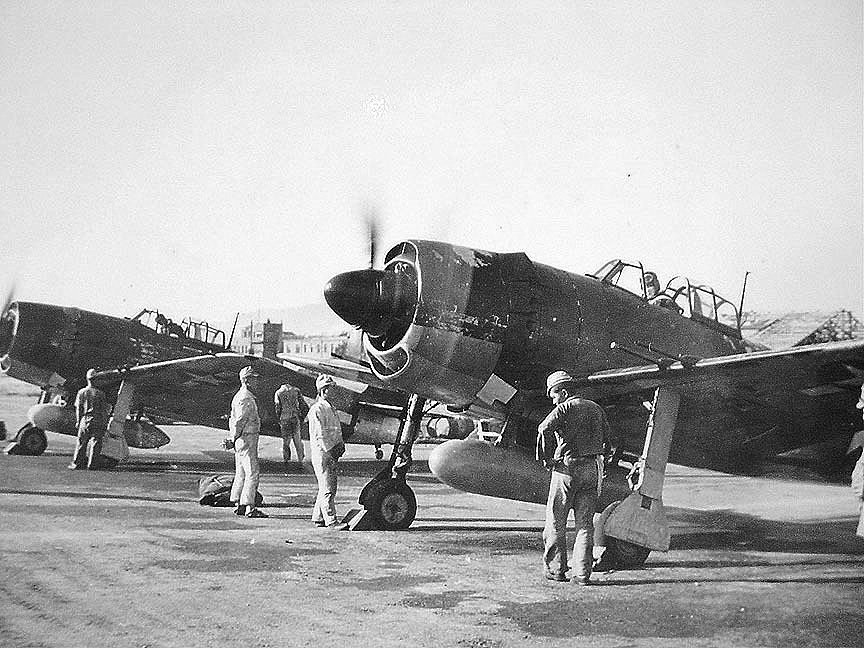
N1K2-J готуються до вильоту.

Літаки N1K1-J вперше взяли участь у бойових діях на о. Себу. Незважаючи на постійні проблеми з двигуном та шасі, ці літаки зарекомендували себе грізними винищувачами. Вони широко застосовувались на Філіппінах, Формозі, пізніше на Окінаві, але з часом стала гостро відчуватись проблема з матеріально-технічним забезпеченням та технічним персоналом.
Варіант N1K2-J вийшов легшим та простішим в управлінні. Пілоти середньої кваліфікації могли на рівних битися з будь-яким винищувачем союзників.
В історію увійшов бій японського пілота Канеосі Муто з 12 літаками «Хеллкет» у лютому 1945 року, в якому японський ас збив 4 літаки противника, решта змушені були втікати.
Більшість нових N1K2-J діяли у складі елітного 343-го загону (343 кокутай), який був сформований у грудні 1944 року для захисту метрополії і був укомплектований найкращими пілотами під керівництвом Мінору Генда. За шість місяців пілоти цього загону збили близько 200 літаків противника.
Загалом N1K2-J прекрасно діяв на малих та середніх висотах, але був неефективним у перехопленні B-29 через невелику швидкість набору висоти та падіння потужності двигуна на великій висоті.

## Оператори

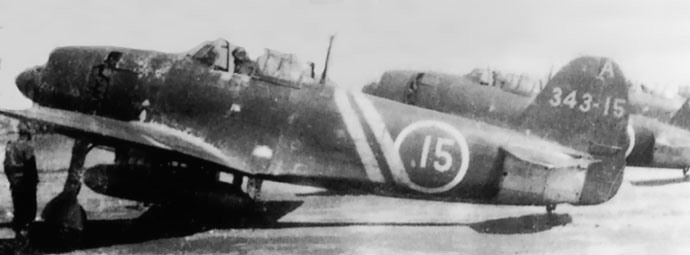
N1K2-J 343-го авіазагону.

Японська імперія
- Авіація імперського флоту Японії
  - 201-й авіазагін ВПС
  - 341-й авіазагін ВПС
  - 343-й авіазагін ВПС
  - Авіазагін Ґензан

## Вцілілі екземпляри
Щонайменше 3 вцілілі літаки N1K-J знаходяться в американських музеях.
Один із них знаходиться в Національному морському музеї авіації (англ. National Naval Aviation Museum) в Пенсаколі (Флорида).
Другий перебуває в Національному музеї ВПС США (англ. National Museum of the United States Air Force) на авіабазі «Райт-Патерсо» (англ. Wright-Patterson Air Force Base) в Дейтоні (Огайо).
Третій літак знаходиться в Національному музеї авіації і космонавтики США у Вашингтоні.
В Японії є два вцілілих літаки N1K-J.
Один літак був знайдений у 1970-х роках поблизу узбережжя Японії. Зараз він перебуває в музеї на Сікоку.
Ще один літак був знайдений у листопаді 1978 року. Зараз він демонструється в музеї в префектурі Ехіме. Можливо, ним керував Канеосі Муто.

### Галерея

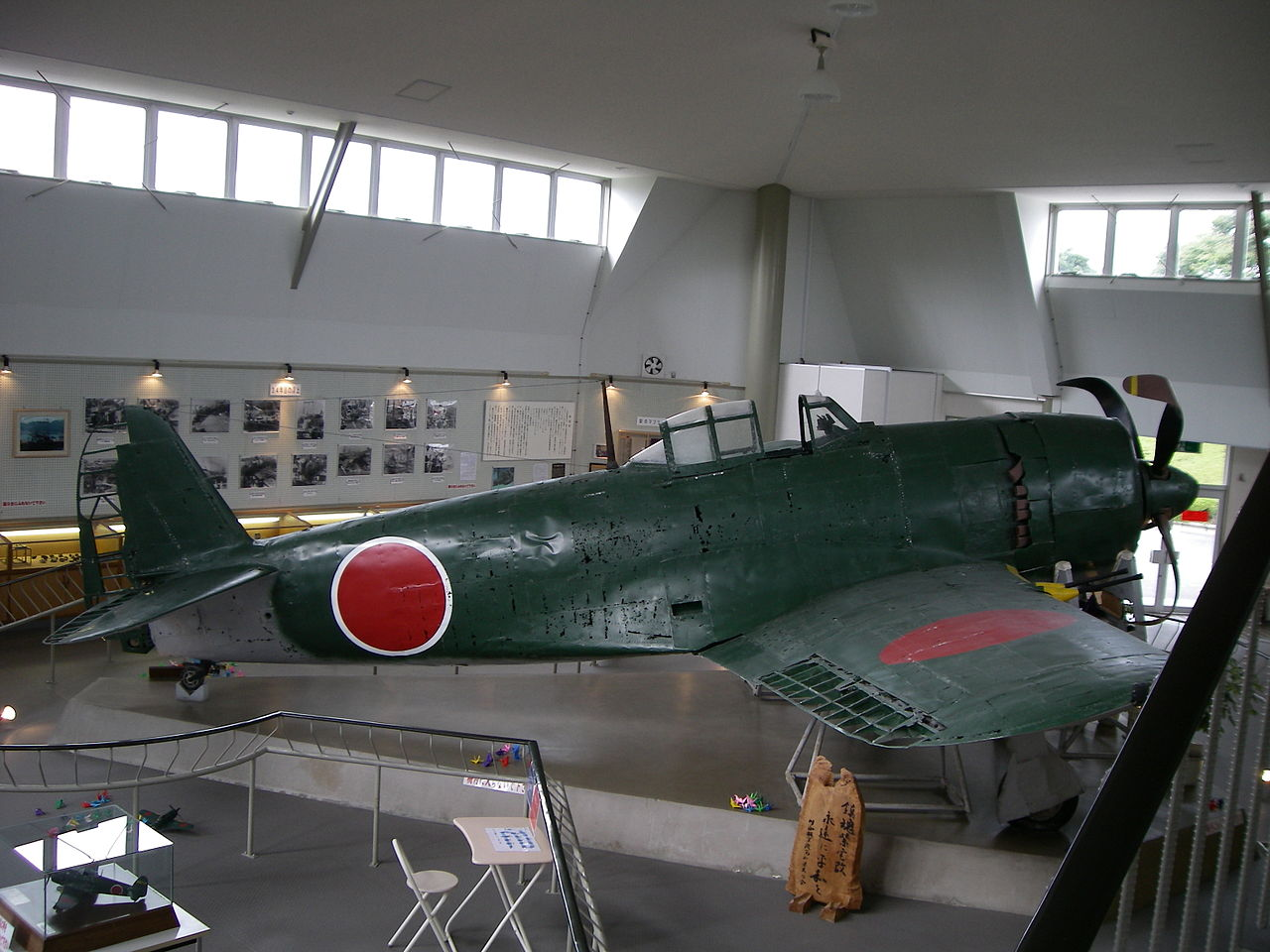
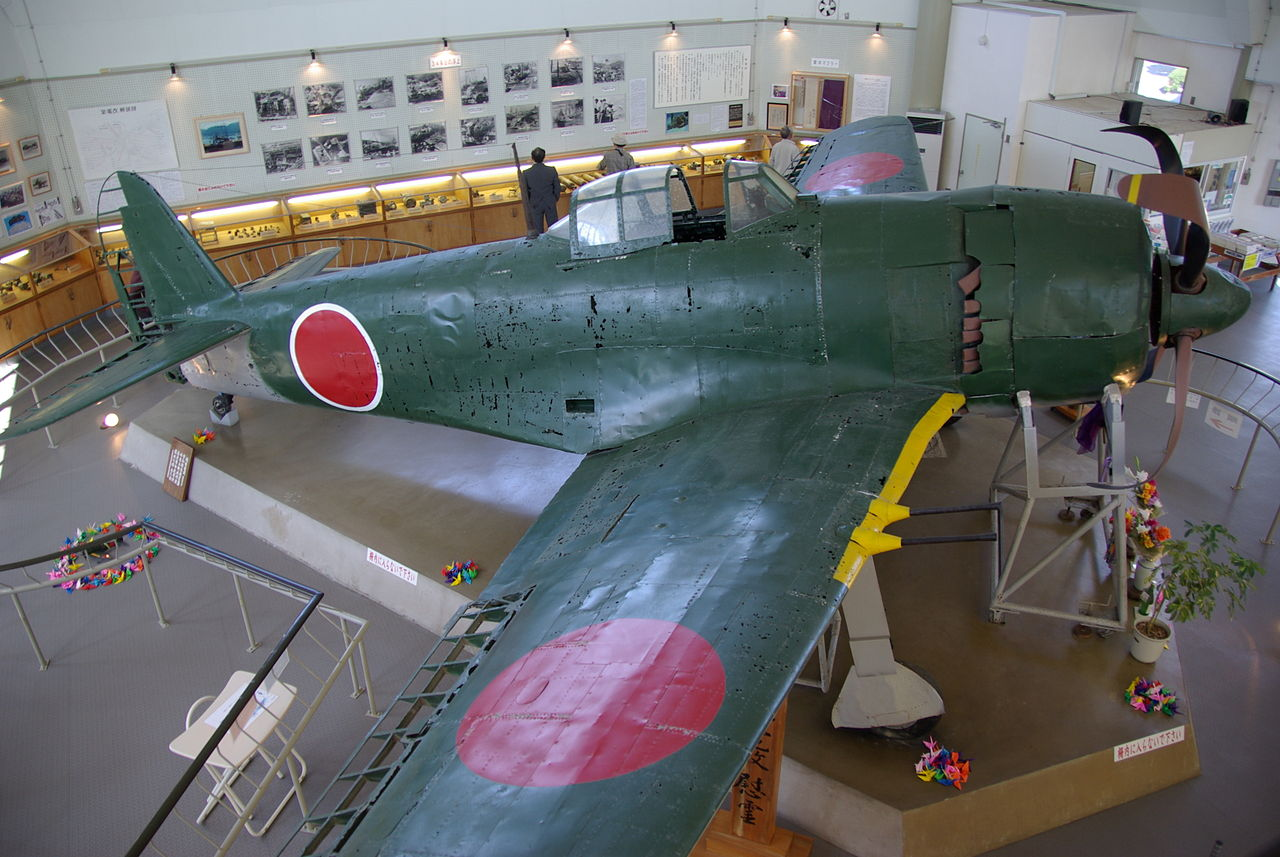
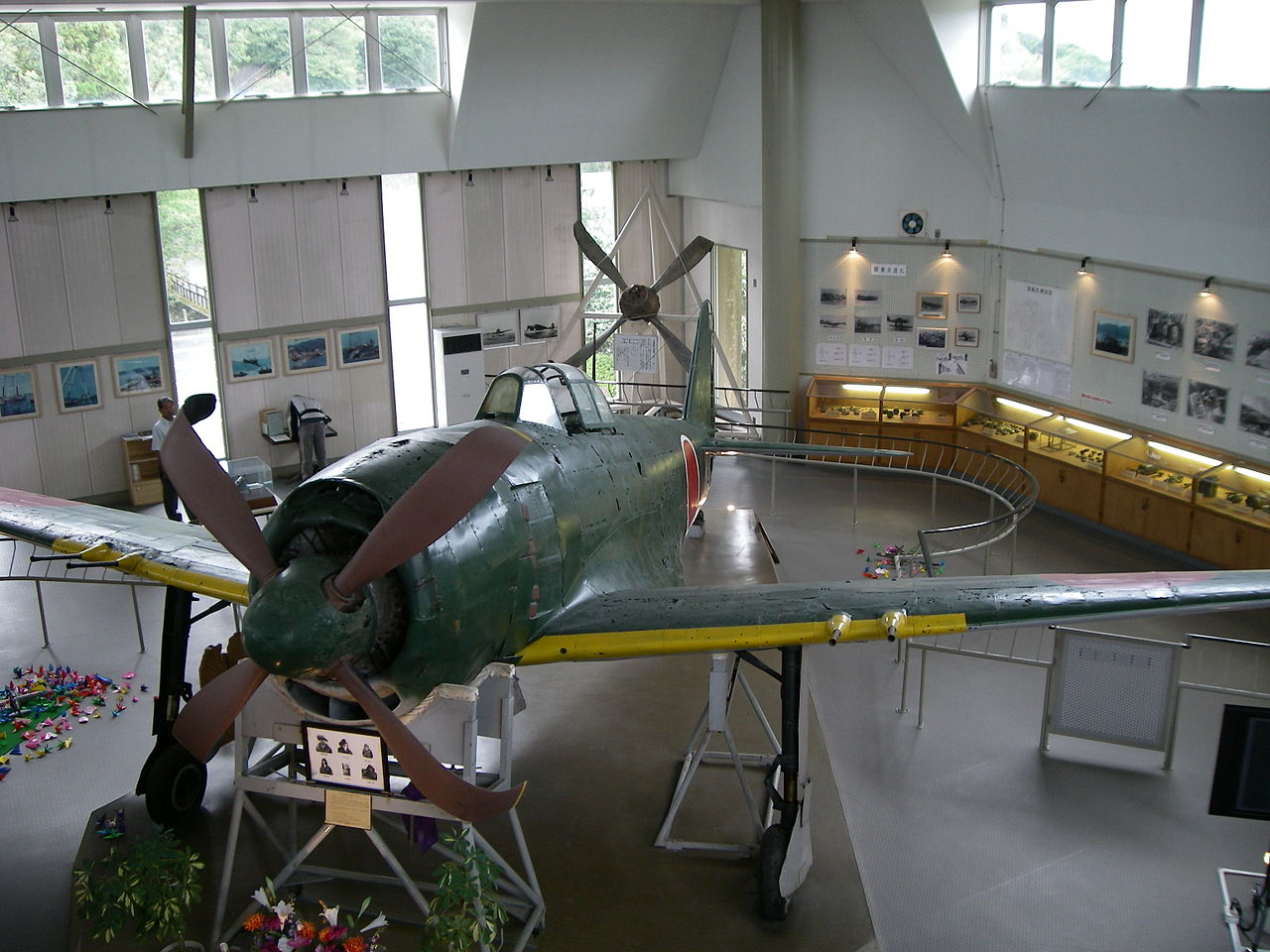
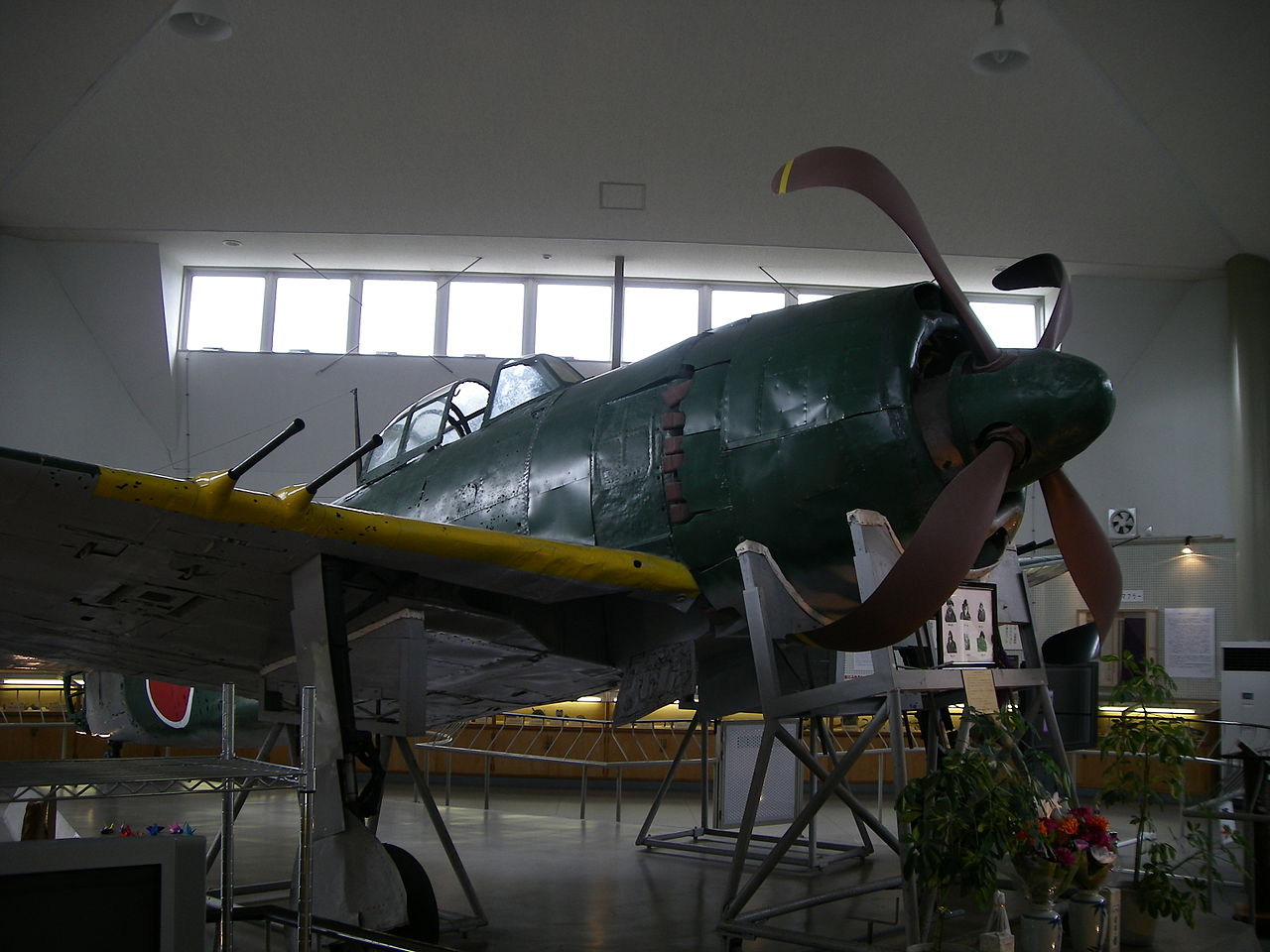
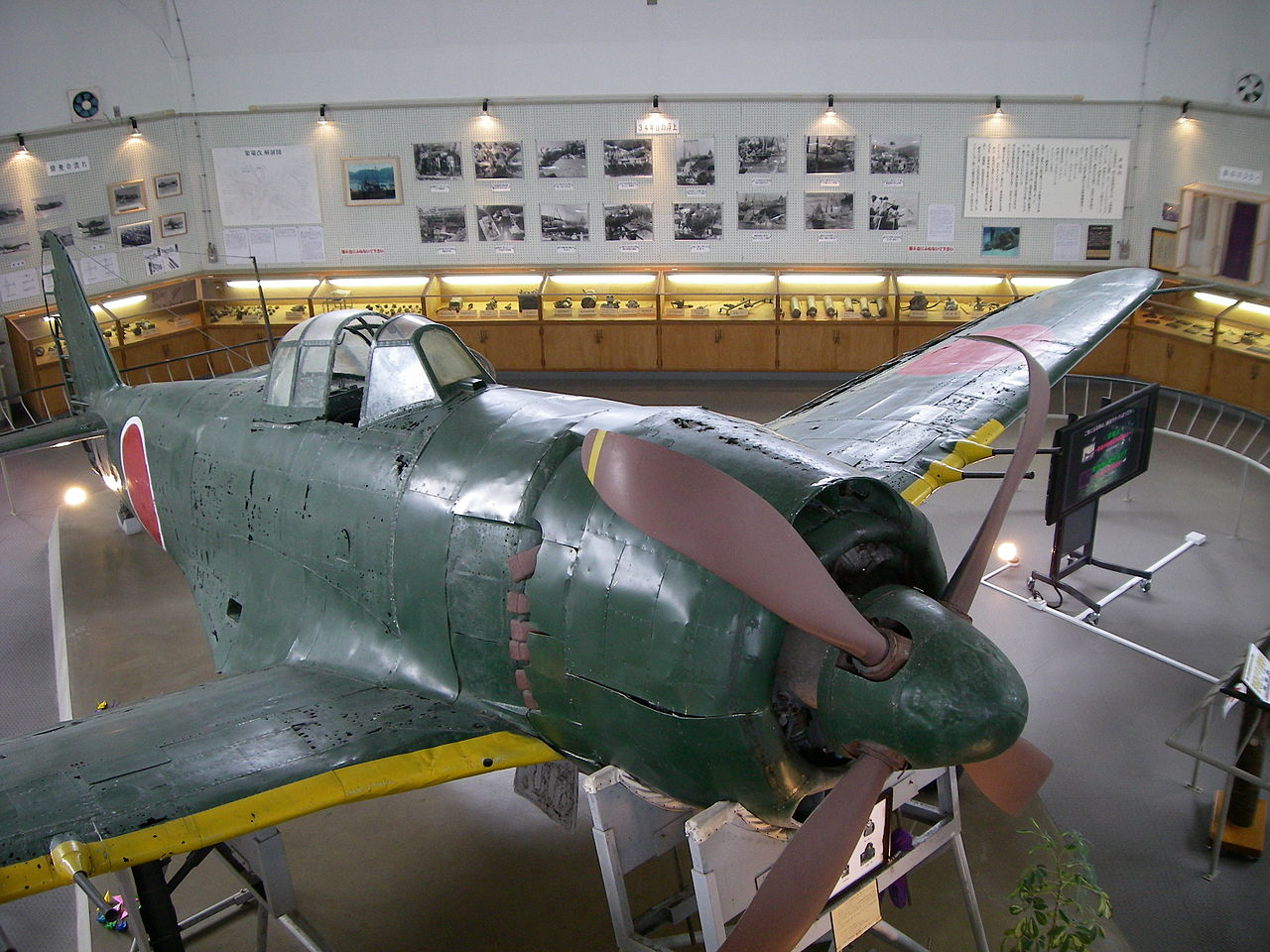
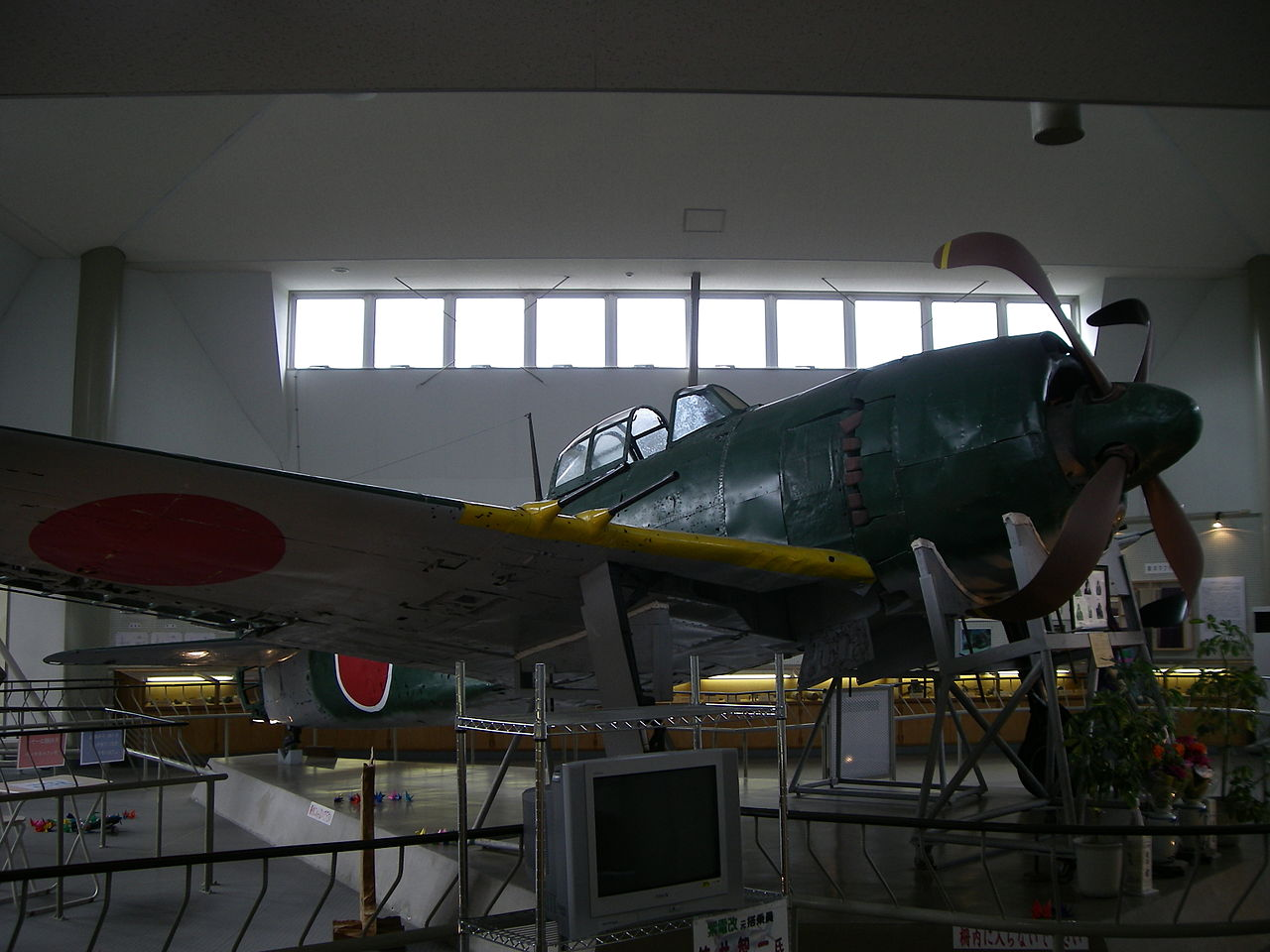
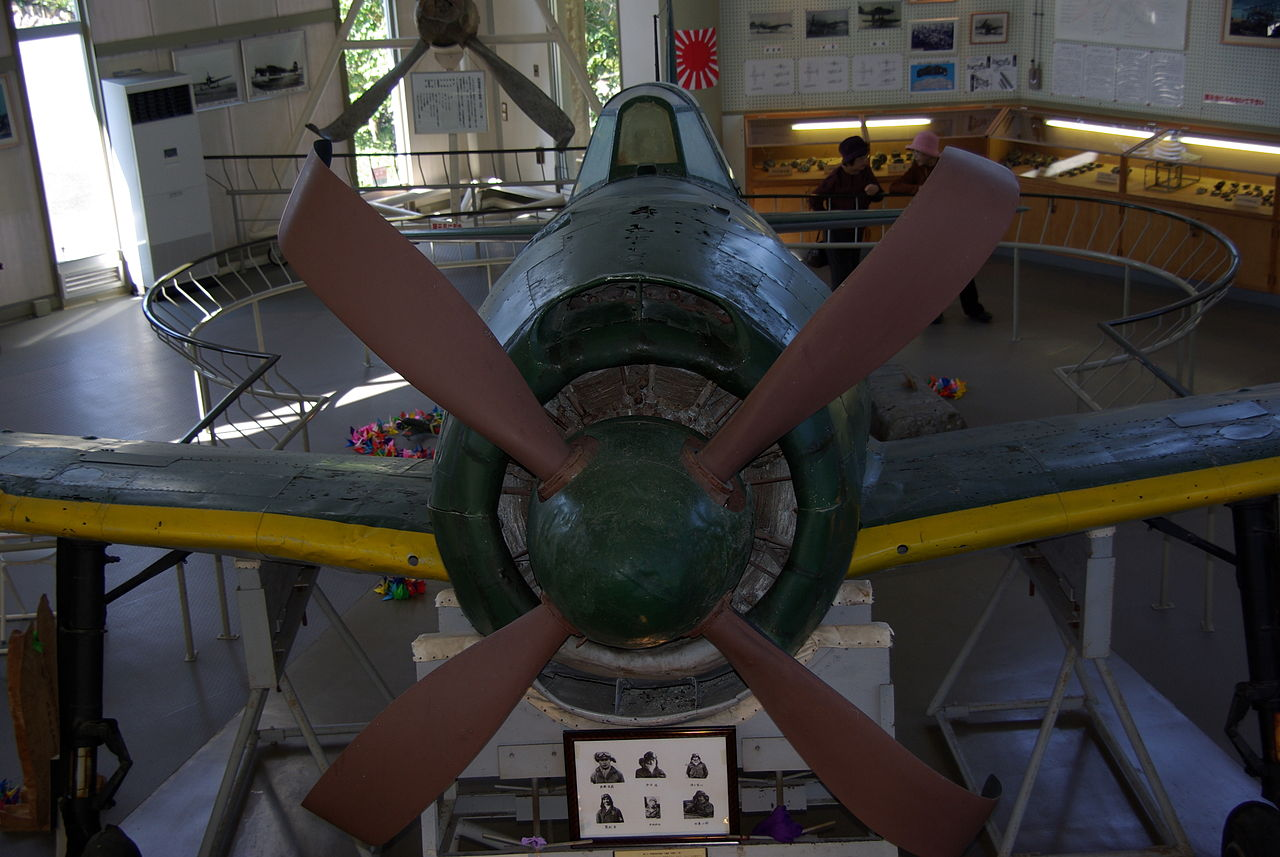
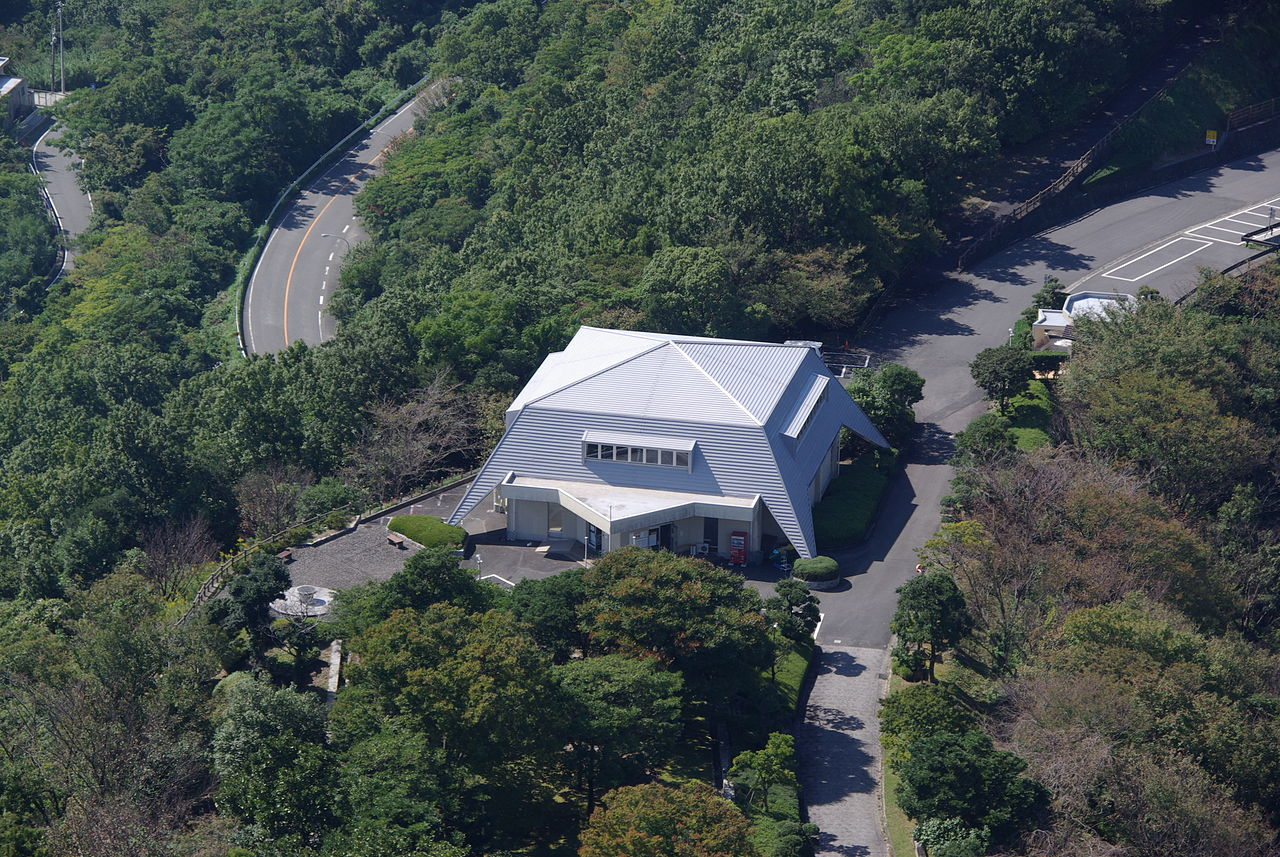